# Chakra Linux
Chakra ist eine ehemalige Linux-Distribution, die auf dem Betriebssystem Arch Linux basierte, aber eigene Repositories verwendete. Sie hob sich durch den Fokus auf die KDE Plasma 5 Desktopumgebung und das zeitweise Aussetzen des Rolling Release von Systemkomponenten aus.

## Entwicklung
Ursprünglich war das Entwicklungsziel ein Live-System auf Basis der KDE Software Compilation 4 zu erstellen. Zur Installation wurde zunächst mit Tribe auf eine Eigenentwicklung gesetzt. 2006 firmierte das Projekt noch unter dem Namen KDEmod. 2010 trennte sich das Projekt von Arch und benannte sich in Chakra um. Im Jahr 2021 wurde die Entwicklung von Chakra eingestellt.

## Besonderheiten
Die Prämisse war der Fokus auf KDE und Qt und grafische Werkzeuge zur Systemadministration. Anwendungen, die GTK für die Benutzeroberfläche verwenden, wurden hierzu in ein separates Archiv abgelegt. Abhängigkeiten von Qt zu GTK wurden bereinigt. Das Veröffentlichungsmodell wurde selbst als halb-rollend bezeichnet: das Basissystem (Kernel, Treiber, Toolchain) wurde langsamer aktualisiert, während der Großteil der Anwendungen fortwährend veröffentlicht wurde. Als Installer kam Calamares, als Browser kam QupZilla, für Bürotätigkeit 
die Calligra Suite und Kontakt als PIM Anwendung zum Einsatz. Das KISS-Prinzip fand wie im Mutterprojekt weiterhin Anwendung. Chakra bot eigene Paketquellen und einen in die KDE Einstellungen integrierten grafischen Editor zu deren Verwaltung an. Zur Installation von Programmen wurde neben pacman mit Octopi auch eine grafische Oberfläche zur Verfügung gestellt.